# Llista de muntanyes del Baix Maestrat
Llista de muntanyes a la comarca del Baix Maestrat, al País Valencià.
| Nom                     | Altura   | Municipi                  | Unitat de relleu               | Coord.                                                 | Foto |
| ----------------------- | -------- | ------------------------- | ------------------------------ | ------------------------------------------------------ | ---- |
| Tossal d'en Canader     | 1.393 m. | la Pobla de Benifassà     | Massís dels Ports              | 40° 43′ 31″ N, 0° 06′ 59″ E / 40.725296°N,0.116272°E   |      |
| Tossal del Rei          | 1.350 m. | la Pobla de Benifassà     | Massís dels Ports              | 40° 43′ 58″ N, 0° 10′ 13″ E / 40.732788°N,0.170232°E   |      |
| Tossal d'en Cervera     | 1.348 m. | la Pobla de Benifassà     | Massís dels Ports              | 40° 43′ 26″ N, 0° 11′ 50″ E / 40.7239°N,0.1972°E       |      |
| el Turmell              | 1.273 m. | Xert                      | Serra del Turmell              | 40° 34′ 38″ N, 0° 05′ 24″ E / 40.577264°N,0.089963°E   |      |
| Mola de Mitjavila       | 1.223 m. | la Pobla de Benifassà     | Serra de Sant Cristòfol        | 40° 42′ 50″ N, 0° 04′ 21″ E / 40.713887°N,0.072634°E   |      |
| Punta de les Morrandes  | 1.210 m. | Castell de Cabres         | Serra de Sant Cristòfol        | 40° 41′ 37″ N, 0° 02′ 11″ E / 40.6935041°N,0.0363026°E |      |
| Tossal del Batle        | 1.181 m. | Castell de Cabres         |                                | 40° 39′ 37″ N, 0° 03′ 35″ E / 40.660356°N,0.059636°E   |      |
| Pic de la Serreta       | 1.071 m. | la Pobla de Benifassà     | Muntanyes de Benifassà         | 40° 38′ 11″ N, 0° 08′ 22″ E / 40.636475°N,0.139436°E   |      |
| Pic de la Serreta       | 1.071 m. | Rossell                   | Muntanyes de Benifassà         | 40° 38′ 11″ N, 0° 08′ 22″ E / 40.636475°N,0.139436°E   |      |
| Morral Llampat          | 1.043 m. | la Pobla de Benifassà     | Muntanyes de Benifassà         | 40° 42′ 03″ N, 0° 14′ 40″ E / 40.70079°N,0.24458°E     |      |
| la Gotellera            | 1.004 m. | la Pobla de Benifassà     | Muntanyes de Benifassà         | 40° 41′ 38″ N, 0° 16′ 40″ E / 40.69387°N,0.27791°E     |      |
| Morral Desplegat        | 855 m.   | la Pobla de Benifassà     | Massís dels Ports              | 40° 42′ 59″ N, 0° 13′ 39″ E / 40.71629°N,0.22739°E     |      |
| Mola Gran o de Xert     | 806 m.   | Xert                      | Moles de Xert                  | 40° 32′ 16″ N, 0° 10′ 05″ E / 40.537894°N,0.167980°E   |      |
| Selleta de Pallerols    | 776 m.   | la Pobla de Benifassà     | Muntanyes de Benifassà         | 40° 40′ 20″ N, 0° 16′ 57″ E / 40.67229°N,0.28256°E     |      |
| Tossal d'en Canes       | 716 m.   | Alcalà de Xivert          | Serra de la Vall d'Àngel       | 40° 23′ 13″ N, 0° 11′ 04″ E / 40.3868403°N,0.1844623°E |      |
| Talaia Grossa           | 635 m.   | Santa Magdalena de Polpís | Talaies d'Alcalà               | 40° 23′ 50″ N, 0° 13′ 03″ E / 40.3971992°N,0.217405°E  |      |
| les Campanilles         | 573 m.   | Alcalà de Xivert          | Serra d'Irta                   | 40° 18′ 21″ N, 0° 17′ 34″ E / 40.305912°N,0.2926482°E  |      |
| Tossal de Sant Pere     | 539 m.   | Canet lo Roig             | Serra de Sant Pere (o el Solà) | 40° 31′ 50″ N, 0° 15′ 31″ E / 40.5306883°N,0.2585°E    |      |
| Tossal de Sant Pere     | 539 m.   | Traiguera                 | Serra de Sant Pere (o el Solà) | 40° 31′ 50″ N, 0° 15′ 31″ E / 40.5306883°N,0.2585°E    |      |
| el Tossal de Catapí     | 519 m.   | Alcalà de Xivert          | Serra del Cavall               | 40° 20′ 36″ N, 0° 10′ 49″ E / 40.3432126°N,0.1804019°E |      |
| la Mola                 | 482 m.   | Santa Magdalena de Polpís |                                | 40° 25′ 07″ N, 0° 18′ 06″ E / 40.418725°N,0.301781°E   |      |
| la Mola                 | 482 m.   | Cervera del Maestrat      |                                | 40° 25′ 07″ N, 0° 18′ 06″ E / 40.418725°N,0.301781°E   |      |
| Puig de la Nau          | 163 m.   | Benicarló                 | Plana de Vinaròs               | 40° 28′ 32″ N, 0° 24′ 40″ E / 40.475512°N,0.411101°E   |      |
| Puig de la Misericòrdia | 162 m.   | Vinaròs                   | Plana de Vinaròs               | 40° 30′ 37″ N, 0° 25′ 29″ E / 40.510382°N,0.424608°E   |      |